# Dorfkirche Löhme

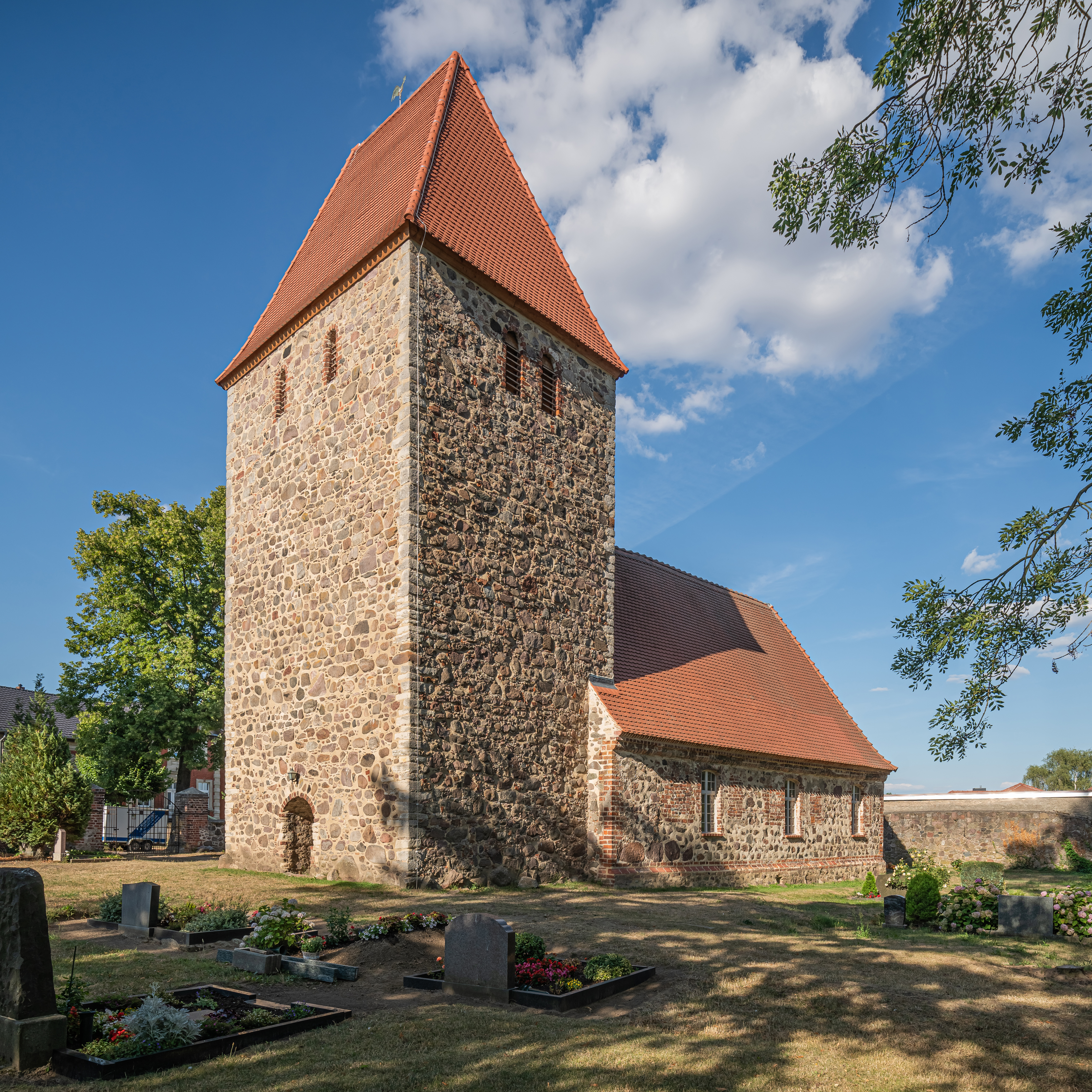
Nordostansicht

Die Dorfkirche Löhme ist ein spätgotisches Kirchengebäude im Ortsteil Löhme der Stadt Werneuchen im Landkreis Barnim des deutschen Bundeslandes Brandenburg. Die Kirchengemeinde gehört zum Pfarrsprengel Seefeld im Kirchenkreis Barnim der Evangelischen Kirche Berlin-Brandenburg-schlesische Oberlausitz.

## Geschichte
Das Bauwerk entstand im späten 15. oder frühen 16. Jahrhundert.

## Architektur

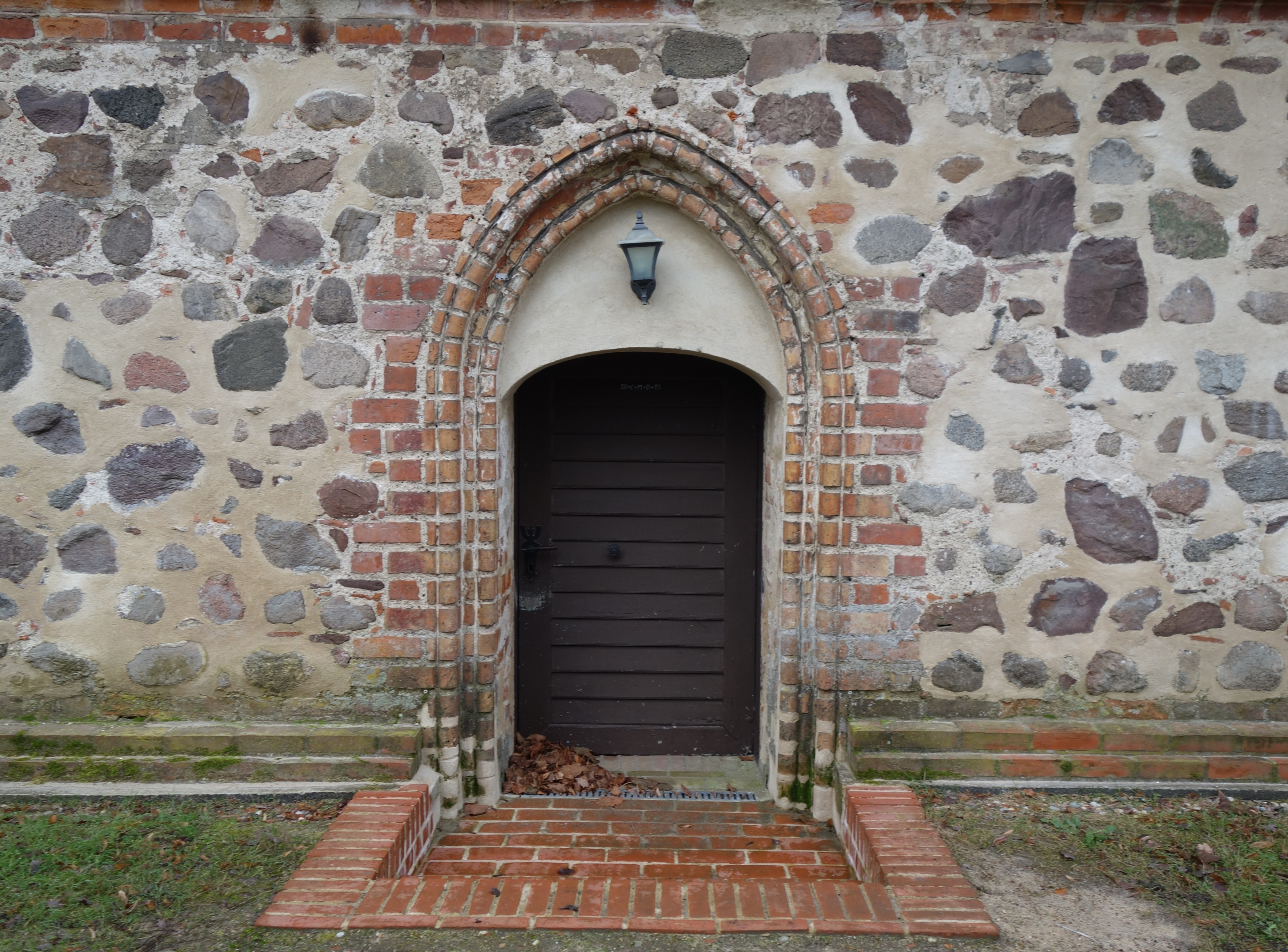
Nordportal

Das 18 m lange und 11 m breite Kirchenschiff ist ein Feldsteinsaal mit dreiseitigem Ostschluss. Der etwas ältere, 6 m breite quadratische Westturm aus unbehauenem Feldstein mit heller Eckquaderung trägt ein hohes Walmdach aus dem 15. Jahrhundert. Im Westen befindet sich ein gedrungenes Flachbogenportal. Das Nordportal ist ein profiliertes Spitzbogenportal dessen Türöffnung mit einem Segmentbogen versehen ist. Die Fenster wurden 1709 korbbogig und 1900 verändert. Das Holz für den Dachstuhl des Kirchenschiffs konnte mit Hilfe dendrochronologischer Untersuchungen auf das Jahr 1510 datiert werden; das Holz des Turms auf das Jahr 1558. Der Ostschluss besteht aus einer gut erhaltenen spätgotischen Außenwandfassung mit Fugenbandsystem.

## Innengestaltung

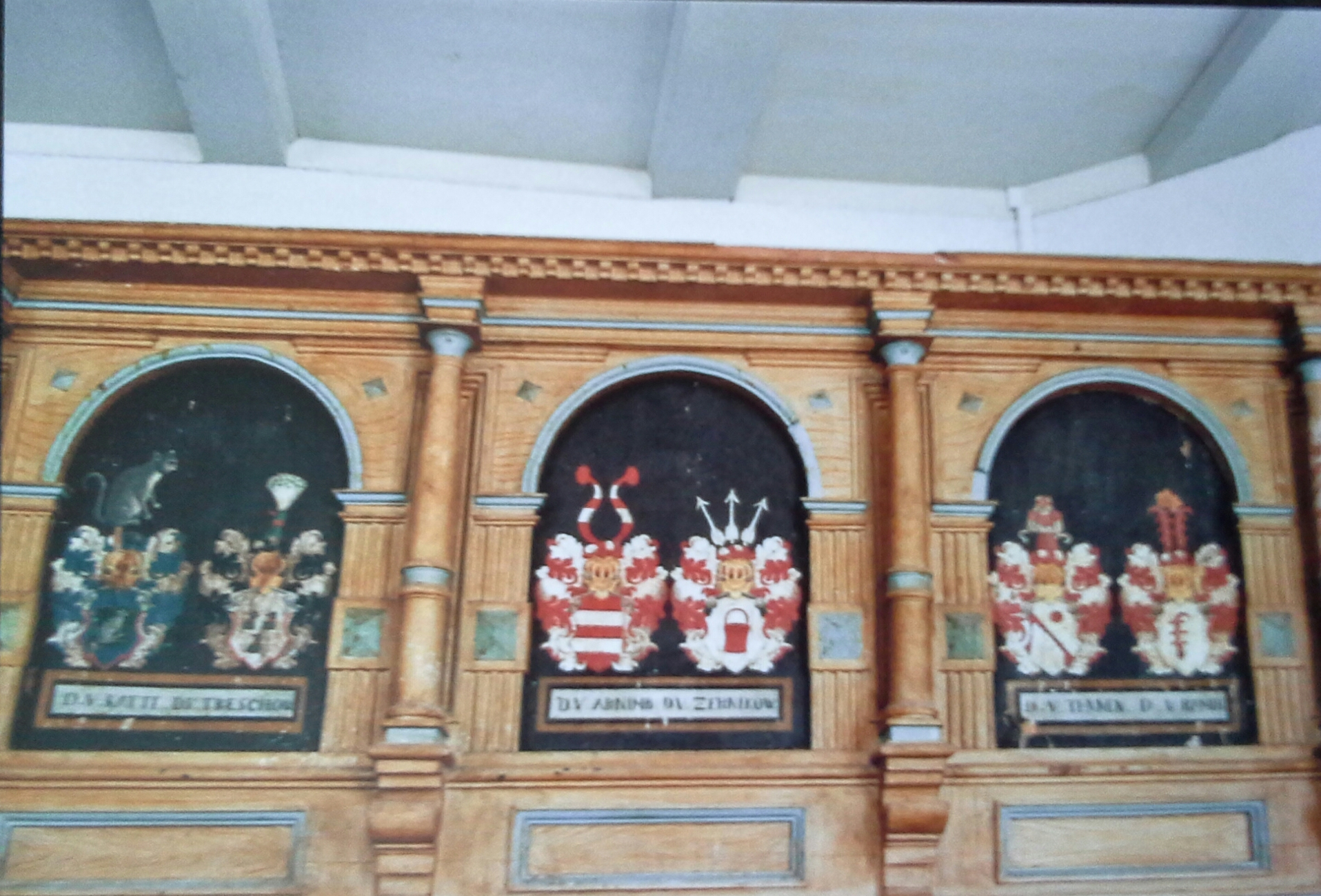
Rundbogenfelder der Patronatsloge

Der Innenraum zeigt eine Putzdecke. Die Spitzbogenöffnung zum Turm ist teilweise, die Westempore über der Winterkirche ganz zugesetzt. An der Nordwand befindet sich eine früher verglaste Patronatsloge mit toskanischer Säulengliederung aus 1620. Zu dieser Zeit wurde die gesamte Kirchenausstattung umgestaltet. In den acht Rundbogenfeldern sind je zwei gemalte Wappen (im 19. Jahrhundert erneuert) der damaligen Patronatsherren von Arnim und von Katte. Die Glasscheiben wurden für die Winterkirche wiederverwendet. Die hölzerne Kanzel, eine Stiftung der Patronatsherren, aus 1620 zeigt am polygonalen Korb Ecksäulchen und Muschelnischen mit Figuren von Christus und den Evangelisten (einer fehlt). Die Patronatsloge und die Kanzel sind in einem sanierungsbedürftigen Zustand. Im Jahr 2008 gründete sich ein Förderverein, der sich um die Werke kümmert. Das Altarretabel ist ein Werk der Malerin Clara Oenicke aus dem Jahr 1848 und zeigt Jesus im Garten Gethsemane. Ein Grabstein erinnert an Frantz von Arnim (1513–1587).
Der hölzerne Taufengel aus 1700 ist nur als Torso erhalten und wurde 2010 restauriert. Er hielt im seiner rechten Hand eine Taufschale und in der linken Hand vermutlich ein Spruchband oder einen Palmzweig. Im Turm hängt eine Glocke, die 1300 gegossen wurde und daher vermutlich aus einem Vorgängerbau stammt.